# Пирогов, Константин Михайлович
Константин Михайлович Пирогов (8 июня 1932, Иваново — 9 декабря 2014, там же) — российский учёный и спортсмен. Доктор технических наук (1974), заслуженный деятель науки и техники РСФСР (1991). Абсолютный чемпион РСФСР по спортивной гимнастике (1957).

## Биография
Окончил в Иванове электро-механический техникум, техник по холодной обработке металлов (1950) и текстильный институт, инженер-теплоэнергетик (1955).
В 1955—1960 ассистент, председатель профкома Ивановского текстильного института.
В 1960—1967 инженер-технолог, старший инженер, начальник технологического бюро, кузнечно-термического цеха, центральной заводской лаборатории Ивановского завода расточных станков. Кандидат технических наук (1965).
В 1967—1982 доцент, профессор, зав. кафедрой экономики и организации производства, ректор Ивановского текстильного института.
С 1984 г. зав. кафедрой ТОП, СТОП и АСУ, ИТЭ и ОП (информационных технологий в экономике и организации производства) Ивановского государственного университета.
Доктор технических наук (1974), профессор (1976), заслуженный деятель науки и техники РСФСР (1991), член-корреспондент Академии технологических наук РФ (1994), стипендиат РАН (1997—2003).
Автор трёх учебников для вузов.
Награждён орденом «Знак Почёта» (1978) и медалью «За доблестный труд» (1970).
Почётный гражданин г. Иваново (2014).
Мастер спорта СССР (1955). Абсолютный чемпион России по спортивной гимнастике (1957). В 1956—1960 неоднократный чемпион России на отдельных снарядах.
В 1959 — абсолютный чемпион Китая. Победитель и призер многих Международных соревнований по спортивной гимнастике.
Награждён почетным знаком «За заслуги в развитии Олимпийского движения в России» (2002 г.) и медалью КНР «За спортивные достижения в Китае» (1959).
Старшая дочь Наталия — доктор экономических наук, профессор (Санкт-Петербург). Младшая дочь Елена — кандидат психологических наук, доцент (Иваново).